# سفارة ساحل العاج لدى السعودية
سفارة ساحل العاج لدى السعودية هي الممثلية الدبلوماسية العليا لدولة ساحل العاج لدى المملكة العربية السعودية. تقع السفارة في حي السفارات في الرياض.